# Grönauer Heide
Grönauer Heide este o arie protejată (arie de protecție specială avifaunistică — SPA) din Germania întinsă pe o suprafață de 195 ha, integral pe uscat.

## Localizare
Centrul sitului Grönauer Heide este situat la coordonatele 53°48′50″N 10°43′24″E / 53.8139°N 10.7233°E.

## Înființare
Situl Grönauer Heide a fost declarat arie de protecție specială avifaunistică în august 2000 pentru a proteja 10 specii de animale.

## Biodiversitate
Situată în ecoregiunea continentală, aria protejată nu include niciun habitat protejat.
La baza desemnării sitului se află mai multe specii protejate de  păsări (10): ciocârlie-de-câmp (Alauda arvensis), prepeliță (Coturnix coturnix), cristeiul de câmp (Crex crex), ciocănitoarea de stejar (Dendrocopos medius), presură sură (Emberiza calandra), Grus grus grus, sfrâncioc roșiatic (Lanius collurio), ciocârlie de pădure (Lullula arborea), viespar (Pernis apivorus), silvie porumbacă (Sylvia nisoria).